# Pyotr Nikolayevich Wrangel
Nam tước Pyotr Nikolayevich Wrangel (tiếng Nga: Пётр Николаевич Врангель, phát âm [ˈpʲɵtr nʲɪkɐˈlajɪvʲɪtɕ ˈvranɡʲɪlʲ]; tiếng Đức: Peter von Wrangel; 27 tháng 8 [lịch cũ 15 tháng 8] năm 1878 – 25 tháng 4 năm 1928), còn được biết đến với biệt danh Nam tước đen, là một thủ lĩnh của Bạch Vệ, một lực lượng quân sự chống cộng trong Nội chiến Nga. Ông hoạt động cùng quân đội của mình ở vùng Bắc Kavkaz từ tháng 8 năm 1918 và được thăng cấp trung tướng ở đó và vào tháng 4 năm 1920, ông được bầu làm tổng chỉ huy tối cao cuối cùng của phong trào Bạch vệ ở miền nam nước Nga.

## Tiểu sử